# Společnost pro plánování rodiny a sexuální výchovu
Společnost pro plánování rodiny a sexuální výchovu (SPRSV) je nezávislá a nevládní organizace působící v České republice. Založena byla v roce 1991. V anglickém jazyce je používán název Czech Family Planning Association. Organizace preferuje pro-choice stanoviska spíše než stanoviska pro-life.
Cílem SPRSV je dostupnost informací o sexuálním a reprodukčním zdraví a zpřístupnění nabídky služeb v tomto směru jako základního lidského práva. Žádná z hlavních činností SPRSV není ani podnikáním, ani výdělečnou činností. Aktivity organizace, především práce s mládeží a podpora sexuální výchovy na školách jsou terčem kritiky zejména konzervativních křesťanských a pravicových organizací a politiků.

## Náplň práce
Hájí základní lidská práva žen, mužů a mládeže, včetně práva na informované rozhodování včetně sexuální výchovy mládeže i dospělých v zájmu štěstí jednotlivce, blaha rodiny, prospěchu společnosti a mezinárodního porozumění. V tomto ohledu spolupracuje s dalšími mezinárodními, státními, nestátními i podnikatelskými subjekty. SPRSV proklamuje, že není ovládána komerčními zájmy a že všechny její příjmy, produkty, majetek a ostatní aktiva jsou využívány výhradně k podpoře jejích cílů, což se zavazuje dodržet i v budoucnosti.
Cílem organizace je osvětová činnost zahrnující podávání konkrétních, ověřitelných a věcně správných informací o partnerství, rodičovství, rovných příležitostech, sexuálním a reprodukčním zdraví a souvisejících právech tak aby umožnila svobodnou volbu. Svou vzdělávací činnost a poskytování služeb se usiluje rozvíjet ve smyslu zásad International Planned Parenthood Federation (IPPF). Společnost spolupracuje na naplnění těchto cílů s odborníky i laickou veřejností včetně mládeže.
SPRSV organizuje národní a mezinárodní semináře, sympozia a konference a pomáhá vzděláváním připravovat i pedagogické pracovníky, psychology, lékaře a dalších odborníky v oblasti plánování rodiny a sexuální výchovy. Odborná stanoviska SPRSV přitom vychází ze závěrů a materiálů Světové zdravotnické organizace. Realizuje rovněž osvětové a výchovné akce pro děti a mládež v oblasti výchovy ke zdraví. včetně publikační činnosti a spolupráce s ministerstvem školství. Poskytuje konzultační a expertní služby Ministerstvu zdravotnictví České republiky, Ministerstvu školství, mládeže a tělovýchovy České republiky a dalším organizacím.
Organizace podporuje právo na preventivní metody regulace porodnosti jako je antikoncepce a sterilizace. Nepovažuje interrupci za jednu z metod plánování rodiny a interrupci nepropaguje, ale hájí právo ženy na potrat. Podporuje léčbu neplodnosti.

## Struktura organizace a personální obsazení
Předsedkyně SPRSV Doc. Paedr. Miluše Rašková, Ph.D. ; jednající ředitelka Bc. Tereza Sadková ; výkonná ředitelka Mgr. Zuzana Prouzová; čestný předseda SPRSV: MUDr. Radim Uzel, CSc. Členy vedení organizace jsou ale například i PhD. Prof.PhDr. Petr Weiss nebo Ph.D. Doc. MUDr. Jaroslav Zvěřina, CSc.

## Aktivity
Společnost pro plánování rodiny a sexuální výchovu (SPRSV) byla založena v roce 14. ledna 1991. Jejím spoluzakladatelem a čestným předsedou byl MUDr. Jiří Šráček. Pro odbornou a laickou veřejnost pořádá semináře a odborná symposia, provozuje internetové poradenství.

### Poradna
V roce 2014 zodpověděli odborníci organizace vice než 330 dotazů na téma antikoncepce, těhotenství, sexuálně přenosné nemoci, genetika, právo a další. 

### Projekt Netopeer
Realizuje vrstevnické vzdělávání v oblasti prevence rizikového sexuálního chování. V rámci tohoto projektu bylo jen v roce 2014 proškoleno 32 mladých dobrovolníků v problematice HIV, rovných příležitostí, antikoncepce a dalších souvisejících témat. Obsahem vzdělávání jsou především základní fakta o HIV/AIDS, včetně besedy s HIV pozitivním člověkem. Absolventi získávají motivace ke změně chování žádoucím směrem i k předávání získaných poznatků vrstevníkům. Důležitou součástí seminářů i nácvik používání kondomu a nácvik dovedností, především komunikace, vedoucí ke změnám v chování. Účastníci kursů jsou vybráno z ohlasů středních i dalších škol v ČR.

### Rozšiřující vzdělávání – Majáky
Cílem semináře „Maják“ je prohloubení vzdělání o HIV/AIDS a vědomostí v oblasti sexuálního a reprodukčního zdraví, včetně sexuální výchovy. Součástí je zkouška akreditovaná MŠMT v systému dalšího vzdělávání pedagogických pracovníků.O kampani Day of Action informovala i Česká televize.

### SAFE II – Sexual Awareness for Europe
Organizace se účastní projektu Sexual Awareness for Europe jenž má sloužit k podpoře sexuálního a reprodukčního zdraví a souvisejícími právy mladých lidí k zajištění zdravé budoucí generace schopné vzájemné lásky a péče. SPRSV se v projektu SAFE II v ČR účastní prostřednictvím výzkumu.

### Labestra
Labestra (Láska beze strachu) je informacní služba, která provozuje webové stránky zaměřené primárně na mladé lidi. Zábavnou formou informuje mladé o otázkách spojených se sexualitou. Prezentuje se na Facebooku, Youtube, Twitteru a Google+. Pokouší se zaměřit i akce zaměřené na mladé, jako je pražský Majáles a hudební festival Otvírák.

### Prima Gynda
SPRSV organizuje zveřejnění seznamu gynekologických ordinací přátelských mladým lidem (Prima Gynda) určený zejména k první návštěvě lékaře.

### Kam s ním
Informační služba, která slouží k řešení problémů týkajících se jejich sexuálního a reprodukčního zdraví tím že vytváří seznam odborníků v místě bydliště tazatele.

### Úvod do sexuální výchovy a osvěty u osob s mentálním postižením
Cílem kurzů je proškolit pracovníky, kteří pracují s klienty v zařízeních sociálních služeb, v oblasti sexuality osob s mentálním postižením. Jsou zaměřeny na rozvoj sociálních dovedností klientů, jejich kvalitnějšímu životu, včetně bezpečného sexuálního chování a jednání. Cílí též na výchovu osob s autistickými projevy ve školním prostředí integrovaných škol při respektováním specifických potřeb žáka a jeho rodiny.

### Nepřines tě čáp aneb jak mluvit s dětmi o sexu
Nepřines tě čáp aneb jak mluvit s dětmi o sexu je seminář pro rodiče předškolních, školních i pubertálních dětí zaměřených na komunikaci o sexualitě a pohlavním dospívání v rodině. Podává informace proč je důležité o sexualitě s dětmi mluvit, jak s nimi mluvit a jak překonat strach či stud spojovaný s tématy. Kurzy jsou nabízeny v mateřských školách a základní školách.

### Den zdraví na Pedagogické fakultě Univerzity Palackého v Olomouci
Pravidelná akce u příležitosti Světového dne zdraví a Dne vzdělanosti pro studenty, pedagogy a širokou veřejnost jejíž součástí jsou přednášky a interaktivní vzdělávací workshop. Mezi vzdělávací aktivity patřil v minulých letech například vzdělávací workshop „Jak na sexuální výchovu pro malé i velké“. V České republice bylo v rámci akce uspořádáno setkání s politiky, stávajícími poslanci, kandidáty do evropského parlamentu a pracovníky ministerstev jenž byli seznámeni s výsledky výzkumů sexuálního chování, statistikami a trendy. Kritizována byla nedostatečná sexuální výchova ve školách, stále vysoký počet sexuálně zneužívaných či pokračující nárůst počtu HIV pozitivních osob.

## Kritika SPRSV
Kritika je obvykle vedena emotivně s citovými slovními obraty a odkazy na mravní normy, bez skutečných argumentů. Předmětem kritiky SPRSV a jí prosazovaných záměrů je obvykle:
- pro-choice stanovisko a podpora umělého oplodňování, spoluvina při navádění k porušení Desatera, navádění k vraždě, účast na genocidě
- osvětová, výchovná a pedagogická činnost jenž není v souladu s přirozeným vývojem člověka, šíření předčasných a zbytečných informací, zvýšené ohrožení dětí pedofily při výuce, dopady informací na dětskou delikvenci, výuka pomocí názorných pomůcek a zobrazení
- negativní vliv na společenskou morálku a stud, tradiční hodnoty a řád, útok tradiční rodinu, zbavovaní dětí důstojnosti
- příprava totalitního režimu, rozklad národního státu
- zištná spolupráce s pornografickým, propotratovým a antikoncepčním průmyslem a nevěstinci
- šíření liberálních nebo leninských principů, komunistická a marxistická indoktrinace mládeže

Kontroverze s pro-life aktivisty vznikají například na základě různé interpretace základního lidského práva zakotveného v Ústavě ČR – „Lidský život je hoden ochrany již před narozením."
IPPF organizace je někdy označována za největšího zprostředkovatele potratů a obchodníka s plodovými tkáněmi. SPRSV je členem IPPF, což je důvod proč se Hnutí Pro život ČR se v minulosti pokoušelo u SPRSV zjistit zda obchoduje s plodovými tkáněmi. Odpor proti pro-choice organizacím je často spojován i s protesty proti umělému oplodňování. V ČR jsou na počátku 21. století konflikty organizací pro-choice a pro-life méně časté a vyhrocené než například v Polsku.
Další kritika se opírá o Listinu základních práv a svobod, který rodičům zaručuje právo na výchovu dětí a dětem zaručuje právo na rodičovskou výchovu. Ta je chápana jako jediný vhodný nebo možný zdroj sexuální výchovy, kromě získávání vlastních zkušeností. Zřejmě nejhlasitějším odpůrcem metod a cílů SPRSV je Výbor na obranu rodičovských práv (VORP). Česká biskupská konference a VORP za podpory Akce D.O.S.T. se v roce 2010 pokusila prosadit zákaz nebo omezení sexuální výchovy jako vyučovacího předmětu v plánovaných osnov povinné výuky v ČR. Akce probíhala pod heslem „Opravdu chcete, aby se vaše děti učily na základní škole souložit bez zábran a výčitek s kýmkoli, kdekoli a jakkoli?“ Podle některých autorů petice a rozpoutaná debata boří mýtus o sekulární povaze české společnosti, v níž se v 21. století pohlavní styk stává ožehavým tématem. Odpůrci SPRSV apelují na morálku, normy, tradiční hodnoty a řád. Upozorňují na devastující následky stávající sexuální výchovy na děti, na delikvenci mladistvých, rozpad rodiny, potraty, eutanazie. „Četné případy gangsterství, prostituce a kriminality u 10–12letých pramení z násilného přerušení normálního pohlavního vývoje před pubertou a školní sexuální výchovou a předčasně probuzeným zájmem o pohlavní styk.“

### Kritika od Ferdinanda Peroutky
Mezi významnější kritiky SPRSV patří i známý křesťanský publicista a spisovatel Ferdinand Peroutka jr. Tento dlouhodobě ostře vystupuje proti aktivitám SPRSV. Citují jej i další autoři. SPRSV označuje za odnož mocné a po celém světě rozlezlé chobotnice IPPF (International Planned Parenthood Federation).
V textu Sexuální výchova je nesmysl popisuje "...Tyto v podstatě propotratové a antikoncepční průmysl podporující (a jím financované) společnosti se kryjí pokryteckými zástěrkami např. "plánovaného rodičovství", „sexuálního a reprodukčního zdraví" či "prevence HIV/AIDS". Ale jejich skutečné priority jsou jiné: rozbít tradiční rodinu, udělat z dětí sexuální konzumenty a zákazníky pornografického průmyslu, podle leninských pouček vykořenit lidi, aby byli lépe ovladatelní, a nastolit režim, v němž "pokrokové" děti budou udávat své "staromódní" rodiče jako za komunistických procesů."
Ferdinand Peroutka také kritizuje nasazení dětí v osvětě, podle jeho slov tam, kde se pedagogům "z pedofilního způsobu pohlavní osvěty ve stylu sexuálních novátorů dělá nevolno." Peroutka popisuje rovněž výrazné preference pudovosti sexuality v důsledku školní sexuální výchovy. Tvrdí že "liberální" (a dokonce školní) sexuální výchova v pedofilním slohu vede ke zhrubnutí a zesurovění citového a duševního vztahu mezi chlapcem a dívkou, mužem a ženou."
Kritiku SPRSV z pera Ferdinanda Peroutky s tím že "na naše děti útočí Antikrist" podpořila například také Unie otců.

### Kritika od Výboru na obranu rodičovských práv
Proti konceptu sexuální výchovy, podpořeného SPRSV, se v roce 1995 postavil Výbor na obranu rodičovských práv (VORP). Podle VORP se do kampaně v jejímž důsledku došlo ke stažení záměru vyučovat sexuální výchovu zapojilo také tisíce rodičů.
Podle svých slov zástupci výboru odvrátili nebezpečí zavedení jednotného modelu, který prosazovala Společnost pro plánování rodiny a sexuální výchovu založená MUDr. Radimem Uzlem, kde lidské vztahy jsou sexualitě v podstatě podřazené. Sami sebe členové označují jako konzervativně zaměřené rodiče, mezi nimiž jsou i učitelé, kteří nechtějí učit témata, které jsou v rozporu s jejich svědomím a mlčet k novodobým ideologiím, které se do škol infiltrují proti vůli rodičů i učitelů.
Peticemi VORP upozorňuje, že výchova je zásahem do rodičovských práv s tím, že rodiče mají přednostní právo na výchovu svých dětí.
VORP dosáhl zastavení některých programů ve školství. Jeho úsilím jsou paralyzovány pokusy o prosazení „sexuální ideologie“, především poskytování předčasných, necitlivých a zbytečných informací povinné sexuální výchovy, tak jak je prosazuje Společnost pro plánování rodičovství a sexuální výchovu (SPRSV). Situaci v sexuální výchově dále monitoruje, včetně konkrétních škol, a cíle jeho působení jdou v důsledku přímo proti cílům SPRSV.
SPRSV kritizuje vliv VORP na vzdělávání. Vedoucí odboru všeobecného vzdělávání Jiřina Tichá podmínila tisk učebnici občanské výchovy pro osmý ročník přepracováním tématu "lidská sexualita" kde se nacházel nákres navlékání prezervativu na penis. Tyto nákresy by podle VORP patnáctileté dítě rozhodně vidět nemělo.
Úsilí SPRSV ohledně sexuální výchovy vidí jako nevhodné: "Tyto informace se dotýkají soukromé a intimní oblasti lidského života, proto nemohou být nijak zobecňovány". "Stud člověka je přirozenou ochranou před zneužitím a chrání intimní oblast lidského života. Odbourávat stud je nepřípustné zasahování do soukromí a intimity dětí." Příliš instruktážní sexuální výchova, tak jak ji SPRSV prosazuje, podle VORP není výchovou, ale sexuálním tréninkem a výuka antikoncepce je naopak rezignace na výchovu. VORP preferuje sebeovládání, sexuálná abstinenci a věrný manželský život. Varuje že děti "je zbytečné a nebezpečné zasvěcovat předčasně do podrobností." Přesto VORP nic nenamítá "proti předávání biologických informací o lidské reprodukci, pohlavních orgánech a tělesných změnách v období dospívání." Sexuální výchova má být (podle VORP) prováděna "citlivou formou, přiměřenou věku dítěte a to především v bezpečném prostředí rodiny." https://web.archive.org/web/20160717041223/http://www.vorp.cz/cs/casto-kladene-dotazy Škola (stát) nemá právo působit na děti v rozporu s hodnotovým, morálním nebo náboženským přesvědčením rodičů.
SPRSV popisuje VORP jako "spolek ultrakonzervativních křesťanů, který již v průběhu devadesátých let zabránil snahám o inovace ve školní sexuální výchově."

### Akce D.O.S.T.
Na podporu zastavení výuky Sexuální výchovy prosazované organizací VORP byla zaměřena jedna z akcí Akce D.O.S.T., shromáždění kde vystoupil Martin Rejman, Václav Srb, Roman Joch nebo Ladislav Bátora, jenž označil sexuální výchovu za útok na rodinu. Jana Bobošíková ve svém projevu na shromáždění uvedla že příručka (Sexuální výchovy, podpořená SPRSV), která míří do škol, zbavuje děti lidské důstojnosti a dělá z jejich těla majetek.

### Kritika od Petra Hájka
Vzdělávací program sexuální výchovy na školách se stal terčem kritiky populárních politiků, včetně osob blízkých prezidentu ČR Václavu Klausovi. Poradce prezidenta Petr Hájek vysvětloval v tisku že "Sexuální výchova je marxistická indoktrinace a brutální útok proti rodině" Varuje že "stát, který přikáže prostřednictvím zákona, aby dítě chodilo do školy, a v té škole ho ve velkém kolektivu nutí neskutečně exhibovat způsobem, který se dá nazvat oplzlým a perverzním..."

### Kritika Hnutí Pro život ČR
Sexuální výchova na státních školách, tak jak je prováděna kterou Planned Parenthood, její hlavní zastánce označuje jako rodinnou nebo zdravotní výchovu, není v souladu s přirozeným procesem pohlavního vývoje, čímž školní mládeži, která jí prošla, prakticky znemožňuje dorůst v pohlavně zralé dospělé lidi. Pro svoji kritiku čerpá Melvin Anchell informace především z názorů Sigmunda Freuda na sexualitu. Ze závěrů například vyplývá že sexuální výuka dítěte později nutně vede nejen k nymfomanii, ale i k brutálním sadistickým a masochistickým úchylkám. Podobně jako zpozorování páření.
Prezident Hnutí Pro život ČR Radim Ucháč tvrdí že jsou děti "vedeny k sobectví a hédonismu podporou masturbace a k degradaci druhého na nástroj rozkoše – „když si nevyhovujete, tak se rozejdete“. Kritizuje toleranci skupinového sexu, promiskuity, análních praktik (homosexuality). Podle Hnutí Pro život neustálá propagace antikoncepce, tak jak ji provádí SPRSV, vytváří prostředí trvalého strachu, stresuje děti, nebo v jiném případě vyvolává falešný pocit bezpečí .
Hnutí Pro život ČR se v minulosti pokoušelo přes SPRSV prošetřit zda mají informace o obchodování s plodovými tkáněmi v ČR. Zástupci SPRSV na dotaz nereagovali. Podle Hnutí Pro život ČR "SPRSV se v České republice věnuje především sexualizaci mládeže prostřednictvím sexuální výchovy na základních a středních školách." Potraty považuje Hnutí pro život za genocidu.

### Kritika sponzorských darů
Nejen podle Ferdinanda Peroutky jr., ale také podle zakládajícího člena ODS Petra Paulczynskeho seznam sponzorů SPRSV ukazuje že za protlačováním "otevřené sexuální výchovy" jsou to ekonomické zájmy pornografického impéria, antikoncepčního průmyslu, nevěstinců, sexuálních eldorád a potratových klinik.
Mezi veřejně známé sponzory SPRSV patří International Planned Parenthood Federation; Ministerstvo školství, mládeže a tělovýchovy MSD; Statutární město Pardubice; PepCom s.r.o; Bayer Schering Pharma Naturprodukt CZ spol. s r. o.; Nakladatelství Portál ; Johnson & Johnson, s. r. o; VEGALL Pharma MUDr. Hlavová – MEDIPUNKT s.r.o; Právnická fakulta Univerzity Karlovy; Sempra Praha, a.s.; Střední odborná škola Kavčí Hory v Praze; 4 RYOR a.s., Korálkový Sen.cz; Vydavatelství a nakladatelství Aleš Čeněk, s.r.o.; Československá obchodní banka a. s.; Pears Health Cyber, s. r. o; Dům dětí a mládeže Na Výstavišti Mladá Boleslav; Akacia Group Ltd.; Richter Gedeon, a další subjekty.